# زلزال زموري
زلزال زموري  بتاريخ 21 مايو 2003 وعند الساعة 19:44 بالتوقيت المحلي ،تعرضت منطقة زموري بولاية بومرداس بالجمهورية الجزائرية بزلزال قوي جدا ، تسبب في خسائر مادية وبشرية كبيرة .

## نبذة
استيقظ سكان الجزائر العاصمة والولايات المجاورة لها ، على وقع هزة أرضية ، حيث سجلت 19 كلم في عمق البحر ببولوغين ، وبلغت شدتها عند الساعة الخامسة و 11 دقيقة 5،6 درجة على سلم ريختر ، ولم يتمكن العديد من المواطنين من استرجاع أنفاسهم و هدوئهم من الهزة الأولى حتى اهتزت العاصمة مرة ثانية و بدقائق فقط بعد الأولى حيث بلغت شدتها 4،6 درجة على سلم ريختر.
تعرض البعض ممن كانت ردة فعلهم سلبية بسبب عدم التحكم في أنفسهم إلى رضوض   وإصابات في الأطراف بسبب السقوط نتيجة الازدحام في العمارات أثناء محاولة الهروب ،وبالتالي فإن أغلب الجروح والوفيات التي تعرض لها الضحايا كانت نتيجة لعدم التحكم في أنفسهم .